# Filipe II, Conde de Eschaumburgo-Lipa
Filipe II Ernesto, Conde de Eschaumburgo-Lipa (5 de Julho de 1720– 13 de Fevereiro de 1787) foi um governante dos condados de Lipa-Alverdissen e Eschaumburgo-Lipa.

## Biografia
Nasceu em Rinteln, sendo filho de Frederico Ernesto, Conde de Lipa-Alverdissen (1687-1777) e da sua esposa, Isabel Filipina de Friesenhausen. O seu pai era filho de Filipe Ernesto I, o fundador da linha Lipa-Alverdissen da Casa de Eschaumburgo-Lipa, e da sua esposa, a duquesa Doroteia Amália de Schleswig-Holstein-Sonderburg-Beck (1656-1739).
Sucedeu ao seu pai como conde de Lipa-Alverdissen em 1749 e governou até herdar os territórios de Eschaumburgo-Lipa após a morte do seu primo Guilherme a 10 de Setembro de 1777. Reinou como conde até à sua morte a 13 de Fevereiro de 1787, altura em que foi sucedido pelo seu único filho ainda vivo, o príncipe Jorge Guilherme.

## Casamentos e descendência
Filipe casou-se pela primeira vez a 6 de Maio de 1756 em Weimar com a duquesa Ernestina Albertina de Saxe-Weimar (1722-1769), filha de Ernesto Augusto I, Duque de Saxe-Weimar. Teve quatro filhos desta união:
1. Clemente Augusto de Lipa-Alverdissen (27 de Agosto de 1757 - 16 de Outubro de 1757), morreu com menos de dois meses de idade.
2. Carlos Guilherme de Lipa-Alverdissen (18 de Julho de 1759 - (7 de Setembro de 1780), morreu aos vinte-e-um anos de idade.
3. Jorge Carlos de Lipa-Alverdissen (11 de Dezembro de 1760 - 12 de Novembro de 1776), morreu aos quinze anos de idade.
4. Frederica Antonieta de Lipa-Alverdissen (1 de Maio de 1762 - 12 de Junho de 1777), morreu aos quinze anos de idade.

Casou-se pela segunda vez a 10 de Outubro de 1780 em Philippsthal com a condessa Juliana de Hesse-Philippsthal (1761-1799). Juntos, tiveram quatro filhos:
1. Leonor Luísa de Eschaumburgo-Lipa (24 de Dezembro de 1781 - 7 de Janeiro de 1783), morreu aos dois anos de idade.
2. Guilhermina Carlota de Eschaumburgo-Lipa (18 de Maio de 1783 - 6 de Agosto de 1858), casada com Ernesto, Conde de Münster; com descendência.
3. Jorge Guilherme, Príncipe de Eschaumburgo-Lipa (20 de Dezembro de 1784 – 21 de Novembro de 1860), casado com a princesa Ida de Waldeck e Pyrmont; com descendência.
4. Carolina Luísa de Eschaumburgo-Lipa (29 de Novembro de 1786 - 1 de Julho de 1846), nunca se casou nem teve filhos.

## Genealogia
| Filipe II, Conde de Eschaumburgo-Lipa | Pai: Frederico Ernesto, Conde de Lipa-Alverdissen | Avô paterno: Filipe Ernesto I, Conde de Lipa-Alverdissen           | Bisavô paterno: Filipe I, Conde de Eschaumburgo-Lipa                        |
| Filipe II, Conde de Eschaumburgo-Lipa | Pai: Frederico Ernesto, Conde de Lipa-Alverdissen | Avô paterno: Filipe Ernesto I, Conde de Lipa-Alverdissen           | Bisavó paterna: Sofia de Hesse-Cassel                                       |
| Filipe II, Conde de Eschaumburgo-Lipa | Pai: Frederico Ernesto, Conde de Lipa-Alverdissen | Avó paterna: Doroteia Amália de Schleswig-Holstein-Sonderburg-Beck | Bisavô paterno: Augusto Filipe, Duque de Schleswig-Holstein-Sonderburg-Beck |
| Filipe II, Conde de Eschaumburgo-Lipa | Pai: Frederico Ernesto, Conde de Lipa-Alverdissen | Avó paterna: Doroteia Amália de Schleswig-Holstein-Sonderburg-Beck | Bisavó paterna: Maria Sibila de Nassau-Saarbrücken                          |
| Filipe II, Conde de Eschaumburgo-Lipa | Mãe: Isabel Filipina de Friesenhausen             | Avô materno: Philipp Sigismund von Friesenhausen                   | Bisavô materno: ?                                                           |
| Filipe II, Conde de Eschaumburgo-Lipa | Mãe: Isabel Filipina de Friesenhausen             | Avô materno: Philipp Sigismund von Friesenhausen                   | Bisavó materna: ?                                                           |
| Filipe II, Conde de Eschaumburgo-Lipa | Mãe: Isabel Filipina de Friesenhausen             | Avó materna: ?                                                     | Bisavô materno: ?                                                           |
| Filipe II, Conde de Eschaumburgo-Lipa | Mãe: Isabel Filipina de Friesenhausen             | Avó materna: ?                                                     | Bisavó materna: ?                                                           |